# Cruise Europa
Le Cruise Europa est un navire mixte appartenant à la compagnie italienne Grimaldi Lines. Construit entre mars et septembre 2009 aux chantiers Fincantieri de Castellammare di Stabia, il est le troisième d'une série de quatre navires mixtes géants commandés par l'armateur italien et aussi le deuxième construit pour sa filiale grecque Minoan Lines. Mis en service en octobre 2009 sur les lignes entre la Grèce et l'Italie, il restera sur cet axe jusqu'en février 2021, date à laquelle il est transféré au sein de la flotte de Grimaldi Lines pour être exploité entre l'Italie continentale et la Sardaigne.

## Histoire

### Origines et construction
En 2008, la majorité du capital de la compagnie grecque Minoan Lines est racheté par le groupe Grimaldi. Dès son arrivée dans l'actionnariat de l'entreprise, l'armateur italien décide de renouveler la flotte de sa nouvelle filiale en service entre la Grèce et l'Italie. Deux navires mixtes géants sont alors commandés aux chantiers Fincantieri de Castellammare di Stabia. Les futures unités sont conçues comme des sister-ships des imposants Cruise Roma et Cruise Barcelona exploités par Grimaldi Lines entre l'Italie et l'Espagne.
Le premier navire, baptisé Cruise Europa, est lancé le 14 mars 2009. Après finitions, il est livré à Grimaldi Lines le 30 septembre et immédiatement affrété par Minoan Lines.

### Service
Le Cruise Europa est mis en service le 15 octobre 2009 entre Patras, Igoumenitsa, Corfou et Ancône.
Le 28 décembre 2014, le navire est dérouté pour porter assistance au cargo mixte Norman Atlantic en proie à un grave incendie. En raison cependant du mauvais temps ce jour-là, l'équipage ne peut mettre à l'eau les embarcations de sauvetage. Ce sont finalement les hélicoptères qui se chargeront d'évacuer les victimes du navire en flammes. 60 d'entre elles seront transférés à bord du Cruise Europa.
Au cours de son arrêt technique effectué en 2019 aux chantiers Palumbo de La Valette, le navire est équipé d'épurateurs de fumées, communément appelés scrubbers, visant à réduire ses émissions de soufre.
En janvier 2021, il est annoncé que le Cruise Europa et son jumeau seront transférés au sein de la flotte de Grimaldi Lines afin de renforcer les liaisons entre l'Italie continentale et la Sardaigne dès la seconde moitié du mois de février.

## Aménagements
Le Cruise Europa possède 10 ponts. Bien que le navire s'étende en réalité sur 12 ponts, deux d'entre eux sont absents au niveau des garages afin de permettre au navire de transporter du fret. Les locaux des passagers occupent la totalité des ponts 11 à 8 ainsi que la partie arrière du pont 7. Les ponts 2, 3, 5 et 7 sont consacrés aux garages.

### Locaux communs
Le Cruise Europa possède de confortables installations destinées aux passagers dont la majeure partie se situe sur le pont 10. Le navire dispose ainsi de deux espaces de restauration, de trois bars dont un extérieur avec piscine, d'une galerie marchande, d'un casino, d'un centre de conférence ainsi que d'un gymnase.

### Cabines
Le Cruise Europa dispose de 412 cabines situées sur les ponts 8 et 9. Elles sont le plus souvent équipées de deux à quatre couchettes ainsi que de sanitaires comprenant douche, WC et lavabo. 68 d'entre elles sont des suites. Trois salons fauteuils sont également présents à l'arrière du pont 7.

## Caractéristiques
Le Cruise Europa mesure 225 m de long pour 30,40 m de large et son tonnage est de 54 310 UMS. Le navire a une capacité 2 300 passagers et est pourvu d'un garage pouvant accueillir 610 véhicules et 180 remorques répartis sur 4 niveaux. Le garage est accessible par deux portes rampes situées à l'arrière. La propulsion est assurée par quatre moteurs diesels Wärtsilä 12V46D développant une puissance de 55 440 kW entraînant deux hélices à pas variable faisant filer le bâtiment à une vitesse de 27,5 nœuds. Le Cruise Europa possède six embarcations de sauvetage fermées de grande taille, trois sont situées de chaque côté vers le milieu du navire. Elles sont complétées par un canot semi-rigide à tribord sur le pont 11. En plus de ces principaux dispositifs, le navire dispose de plusieurs radeaux de sauvetage à coffre s'ouvrant automatiquement au contact de l'eau. Le navire est doté de deux propulseurs d'étrave facilitant les manœuvres d'accostage et d'appareillage.

## Lignes desservies
Depuis sa mise en service, le Cruise Europa est affecté aux lignes de Minoan Lines entre la Grèce et l'Italie sur l'axe Patras - Igoumenitsa - Corfou - Ancône.